# Довганик Юрій Дмитрович

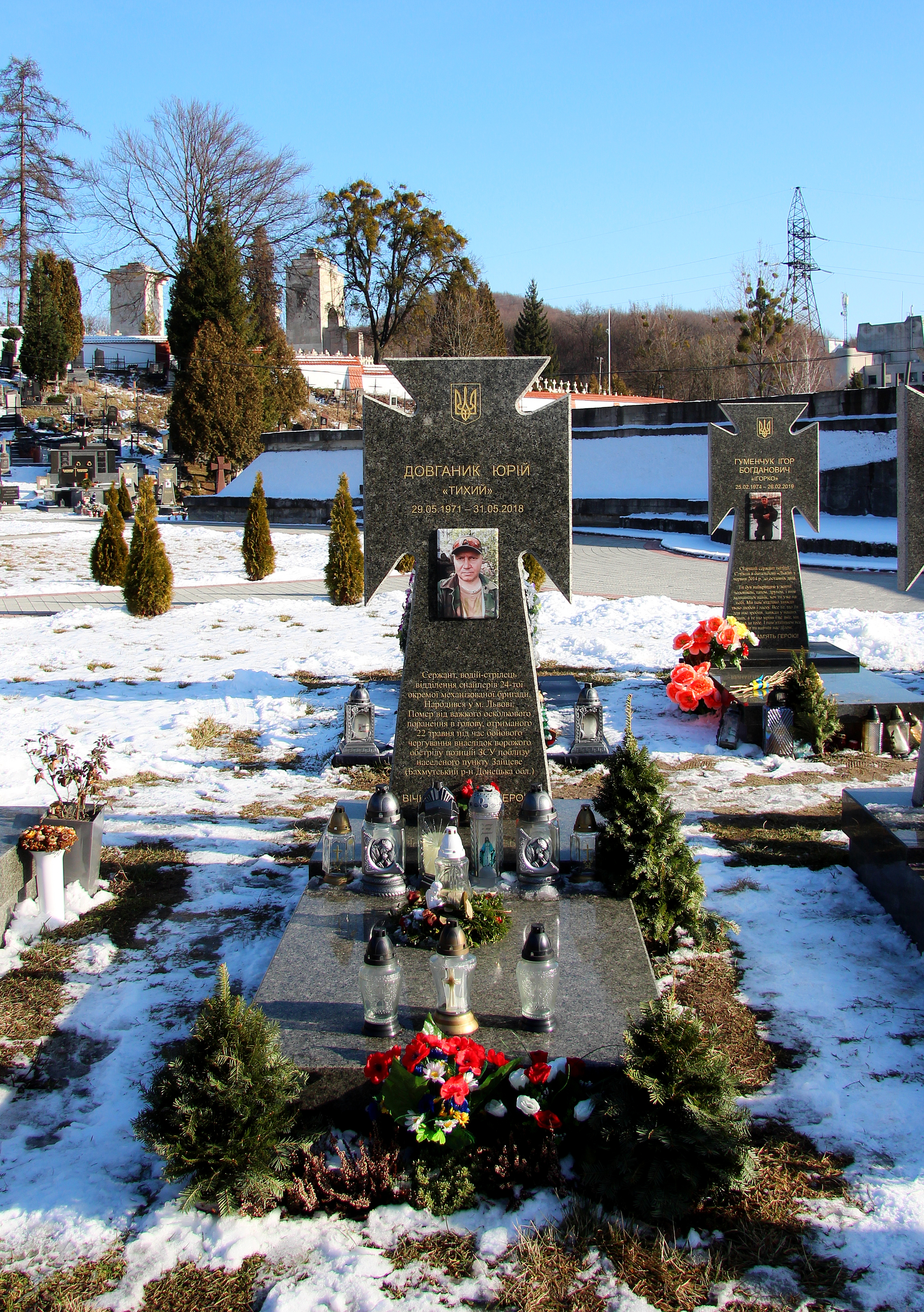

Ю́рій Дми́трович Довга́ник (нар. 29 травня 1971 — 31 травня 2018) — сержант Збройних сил України, учасник російсько-української війни.

## Життєпис
Народився 1971 року у місті Львів. Закінчив львівське СПТУ № 17 (сучасне Ставропігійське вище професійне училище).
З 29 травня 2015 року брав участь в боях у складі 8-го батальйону «Аратта» УДА, воював у Приазов'ї та Пісках. Певний час був стрільцем в батальйоні ОУН. 13 березня 2016 року підписав контракт із ЗСУ; сержант, водій-стрілець взводу снайперів 24-ї бригади.
22 травня 2018 року зазнав тяжкого осколкового поранення внаслідок артилерійського обстрілу під час бойового чергування поблизу смт Зайцеве. До лікувального закладу був доставлений у стані коми, поранення виявилося несумісне із життям. 31 травня 2018-го помер в Обласній клінічній лікарні ім. Мечникова м. Дніпра.
Без Юрія лишилися мама, дружина Оксана та донька Василина — в селі Карачинів Яворівського району
4 червня 2018 року похований у Львові на Личаківському цвинтарі, Поле почесних поховань № 76.

## Нагороди та вшанування
- указом Президента України № 239/2018 від 23 серпня 2018 року «за особисту мужність і самовіддані дії, виявлені у захисті державного суверенітету та територіальної цілісності України, зразкового виконання військового обов'язку» — нагороджений орденом «За мужність» III ступеня (посмертно)[1]
- відзнакою ДУК ПС «Бойовий Хрест Корпусу» (посмертно).